# 레너드 로즈
레너드 로즈(Leonard Rose, 1918년 7월 27일 ~ 1984년 11월 16일)는 미국의 첼로 연주자이다.

## 소속
- 前 미국 커티스 음악원 전임교수
- 前 미국 줄리어드 음악학교 전임강사

## 생애

### 주요 활약
미국 워싱턴 D.C.에서 유대계 우크라이나 태생 이주민 부모 사이에서 출생한 그는 1938년 아르투로 토스카니니(Arturo Toscanini)가 당시 지휘자 지위에 있었던 미국 NBC 교향악단 소속 차석 첼로 연주자 입단하여 첼리스트 첫 입문하였고 이후 1943년 미국 뉴욕 필하모닉 악단 소속 수석 첼로 연주자로 이적하여 1951년까지 그곳에 적을 두었다.
당시에 그는 낭만파 시대 음악 작품 해석 연주에 능하였고 첼로 명교사로도 유명하였던 그는 유진 이스토민(Eugene Istomin)· 아이작 스턴(Isaac Stern)과 아울러 트리오 연주 악단을 조직하여 순회 연주 공연도 펼치었고 그 와중에 개리 그래프먼(Gary Graffman), 글렌 굴드(Glenn Gould) 등과 아울러 콜라보레이션을 펼치기도 하였다.
이처럼 그는 첼로 연주자, 첼로 연주 교사, 첼로 연주 강사, 음악 저술가 등 많은 방면에 활약을 하였다.

### 사망
그는 1984년 11월 16일에 뉴욕 시티에서 백혈병으로 투병을 하다가 향년 66세로 별세하였다.